# Encephalartos paucidentatus
Encephalartos paucidentatus är en kärlväxtart som beskrevs av Otto Stapf och Burtt Davy. Encephalartos paucidentatus ingår i släktet Encephalartos och familjen Zamiaceae. IUCN kategoriserar arten globalt som sårbar. Inga underarter finns listade i Catalogue of Life.